# گاس اودنتال
گاس اودنتال (انگلیسی: Cas Odenthal؛ زادهٔ ۲۶ سپتامبر ۲۰۰۰) بازیکن فوتبال اهل هلند است که در حال حاضر برای باشگاه فوتبال کومو بازی می‌کند. 
وی همچنین در تیم ملی فوتبال زیر ۱۷ سال هلند بازی کرده است.